# Салманов Афган Фаган-огли
Афган Фаган огли Салманов (нар. 20 квітня 1967, Зардоб) — український підприємець азербайджанського походження, економіст, кандидат політичних наук, депутат Сумської обласної ради 5-го та 6-го скликання. Почесний консул Азербайджану в місті Харків.

## Біографія
Народився 20 квітня 1967 року в місті Зардоб, Азербайджанська РСР.
З 1987 року (за іншими даними з 1992 року) проживає в Україні. Закінчив Харківський національний університет міського господарства імені О. М. Бекетова, має спеціальність економіста та інженера-економіста. Створив в Сумській області агропромисловий комплекс.
З 2003 року — депутат Сумської обласної ради 5-го та 6-го скликання від Партії регіонів, член постійної депутатської комісії з питань агропромислового комплексу. Був помічником депутата Верховної Ради 4-го і 5-го скликання Івана Венидубова.
З 2008 року — співзасновник ТОВ «УК. АЗ. Дружба».
У 2014 році був призначений почесним консулом Азербайджану в місті Харків.
У 2015 році захистив кандидатську дисертацію на тему: «Пріоритети зовнішньої політики України та Азербайджану: порівняльний політологічний аналіз».
Власник компаній Угроїдський цукровий завод, Суми-цукор тощо.

## Нагороди
- орден «За заслуги» III ступеня (19 листопада 2016) — за значний особистий внесок у розвиток агропромислового виробництва, вагомі трудові досягнення, багаторічну самовіддану працю та з нагоди Дня працівників сільського господарства[12];
- Почесний громадянин села Нова Слобода Путивльського району Сумської області (7 липня 2011)
- номінація на премію «Людина року» в аграрному секторі[13]